# Pauesia rufithorax
Pauesia rufithorax är en stekelart som beskrevs av Jaroslav Stary och Remaudiere 1982. Pauesia rufithorax ingår i släktet Pauesia och familjen bracksteklar. Inga underarter finns listade i Catalogue of Life.